# 野和田恵里花
野和田 恵里花（のわだ えりか、1963年 - 2007年）は日本の女性コンテンポラリーダンサー、振付家、パフォーマー。バオバブ主宰。

## プロフィール
南米パラグアイ生まれ。国際基督教大学教養学部社会科学科卒。
クラシック・バレエを佐藤勇次に、モダン・ダンスをジュリアード音楽院教授、平林和子に師事。その後、フリーのダンサーとしてさまざまな振付家の舞台に出演。伊藤多恵、川野眞子、武元賀寿子 、真島恵理らユニークな振付家の作品のほか、Ｈ・アール・カオス(大島早紀子主宰）、ノマド（池宮中夫主宰）などのカンパニーの作品にも 多数出演。また、パントマイムなど多くの分野の人材を集めた“チョコレート・ファクトリー”で舞台やイベントなどで幅広く活動。1993年に解散するが、これを母体としてまとめ役となり、“バオバオ・ファミリー”を結成。1994年にはセッションハウスのレジデンス・カンパニー“マドモアゼル・シネマ”  の活動に参加、海外公演（フランス,ドイツ、ブルガリア）を含む数多くの公演に参加した。
その他、近藤良平などとセッションハウスを拠点とした公演活動を展開してきた。また、長年にわたりセッションハウスのダンス・クラスの講師も勤めるなど、後進の指導にも力をそそいできた。2002年に公開された映画「軍隊をすてた国」の振り付けを伊藤多恵とともに担当している。